# The Serpent Only Lies
The Serpent Only Lies è l'undicesimo album in studio del gruppo musicale sludge metal Crowbar, pubblicato il 28 ottobre 2016.

## Tracce
1. Falling While Rising – 5:37
2. Plasmic and Pure – 5:38
3. I Am the Storm – 2:57
4. Surviving the Abyss – 4:55
5. The Serpent Only Lies – 4:35
6. The Enemy Beside You – 4:44
7. Embrace the Light – 4:24
8. On Holy Ground – 4:35
9. Song of the Dunes – 3:49
10. As I Heal – 4:05

## Formazione
- Kirk Windstein - voce e chitarra
- Matt Brunson - chitarra
- Todd Strange - basso
- Tommy Buckley - batteria